# Assassinat de Jules César

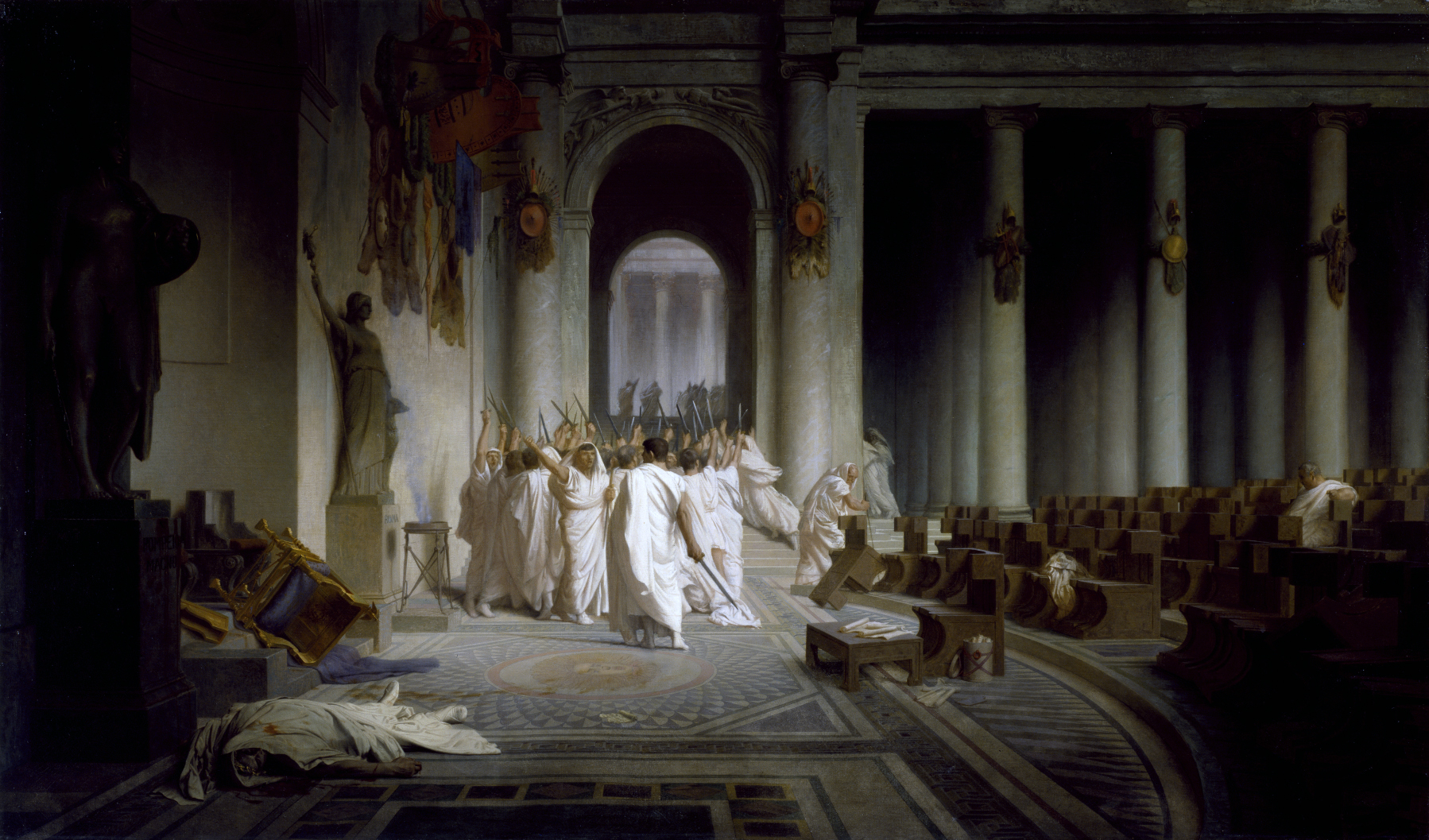
La Mort de César par Jean-Léon Gérôme.

« Mort de César » redirige ici. Pour les autres significations, voir La Mort de César.
« Mort de Jules César » redirige ici. Pour le film, voir La Mort de Jules César.
L'assassinat de Jules César est le résultat d'un complot de sénateurs romains qui se surnommaient entre eux les Liberatores et dont les chefs les plus renommés furent Marcus Junius Brutus, Caius Cassius Longinus et Decimus Junius Brutus Albinus. L'événement eut lieu à la curie de Pompée attenante au théâtre de Pompée durant les ides de mars (le 15 mars) de l'an 44 av. J.-C. Peu avant, le Sénat avait nommé Jules César dictateur à vie, ce que certains sénateurs n'acceptaient pas. Ils pensaient que le régime allait aboutir à une tyrannie et que Jules César se ferait couronner roi de Rome.
L'assassinat eut comme résultat la guerre civile des Libérateurs suivie de la prise du pouvoir par Octave, qui allait devenir Auguste, premier empereur romain.

## Le complot
Le premier complot sérieux a lieu à Narbonne à la fin de 45 av. J.-C., lorsque César y séjourne après ses victoires en Espagne. Caius Trebonius, l'ami et le légat de César pendant la guerre des Gaules, mais en semi-disgrâce parce qu'il avait été vaincu par les Pompéiens en Hispanie ultérieure, projette alors de le tuer et en parle avec Marc Antoine. Celui-ci refuse de participer au projet mais, chose surprenante, n'en avertit pas César.
Au cours des mois suivants, plusieurs événements exaspèrent certains sénateurs. Selon Suétone, alors que César est revenu à Rome, un homme pose sur la tête d'une statue le représentant une couronne de lauriers nouée d'une bandelette blanche. Il s'agissait probablement de sonder les citoyens romains sur la possibilité de couronner César comme roi de Rome. Deux tribuns, Caius Epidius Marcellus et Lucius Cæsatius Flavus, ordonnent aussitôt que le diadème soit enlevé de la statue. César laisse faire. En février 44, lors de la fête des Lupercales, Marc Antoine, alors co-consul avec César, tente à plusieurs reprises de poser un diadème royal sur la tête du dictateur. À chaque fois, la foule proteste. Finalement, César demande d'aller porter la couronne au temple de Jupiter. Un troisième essai a lieu alors que César se promène à cheval dans les rues de Rome et que plusieurs citoyens l'acclament du nom de roi. Un groupe d'opposants proteste. Aussitôt, César calme le jeu en déclarant : « Je m'appelle César et non pas Rex ».
La rumeur qu'il va se faire couronner roi se fait de plus en plus forte au début du mois de mars. César s'apprête alors à partir en guerre contre les Parthes. Les livres sacrés, les Livres sibyllins énoncent que seul un roi peut espérer les vaincre. On dit que, lors de la prochaine séance du Sénat, le 15 mars, le sénateur Aurelius Cotta proposera que César soit couronné roi avant le début de la campagne.
Toutes ces raisons sont bonnes, selon certains, pour mettre fin aux jours du dictateur. Il semble que ce soit Caius Cassius Longinus qui soit à l'origine du complot. César venait de le nommer préteur pour l'année 44 mais, selon Plutarque, il désirait le consulat et c'est ce qui l'a amené à vouloir le tuer. Cassius s'était fait connaître lors de la campagne de Crassus contre les Parthes en 53 av. J.-C. Après le désastre de cette campagne, où Crassus trouva la mort, il était devenu gouverneur de l'Asie et avait réussi à repousser les attaques parthes. Lors de la guerre civile, il avait pris le parti de Pompée et avait commandé sa flotte. César avait pardonné ces actions après la bataille de Pharsale.
Cassius parvient à attirer plusieurs sénateurs dans le complot, notamment Decimus Junius Brutus Albinus, qui semble avoir joué un rôle clé dans la conspiration et qu'on a qualifié de « troisième homme », ainsi que Caius Trebonius qui avait fomenté le premier complot de 45. Mais on parvient à le persuader qu'il faut une personnalité symbolique pour représenter le chef idéal. Il réussit à persuader son beau-frère et ami Marcus Junius Brutus d'entrer dans la conjuration. Brutus aurait comme ancêtre Lucius Junius Brutus qui chassa le dernier roi de Rome en 509 av. J.-C. Gendre de Caton, il avait, comme Cassius, pris le parti de Pompée puis avait été pardonné après Pharsale. César le comble de faveurs. Il le nomme gouverneur de Gaule cisalpine puis préteur urbain pour l'année 44. L'adhésion de Brutus amène plusieurs autres adhésions. Il semble qu'il y ait eu en tout une soixantaine de conjurés, selon Suétone. Ils ne savent trop comment s'y prendre. Ils pensent d'abord le jeter en bas d'un pont pendant les comices du Champ de Mars puis pensent à l'attaquer lors de son entrée au Théâtre. Finalement, ils décident d'agir lors de la séance du Sénat des ides de mars, d'autant plus que César a licencié sa garde personnelle.

## L'assassinat

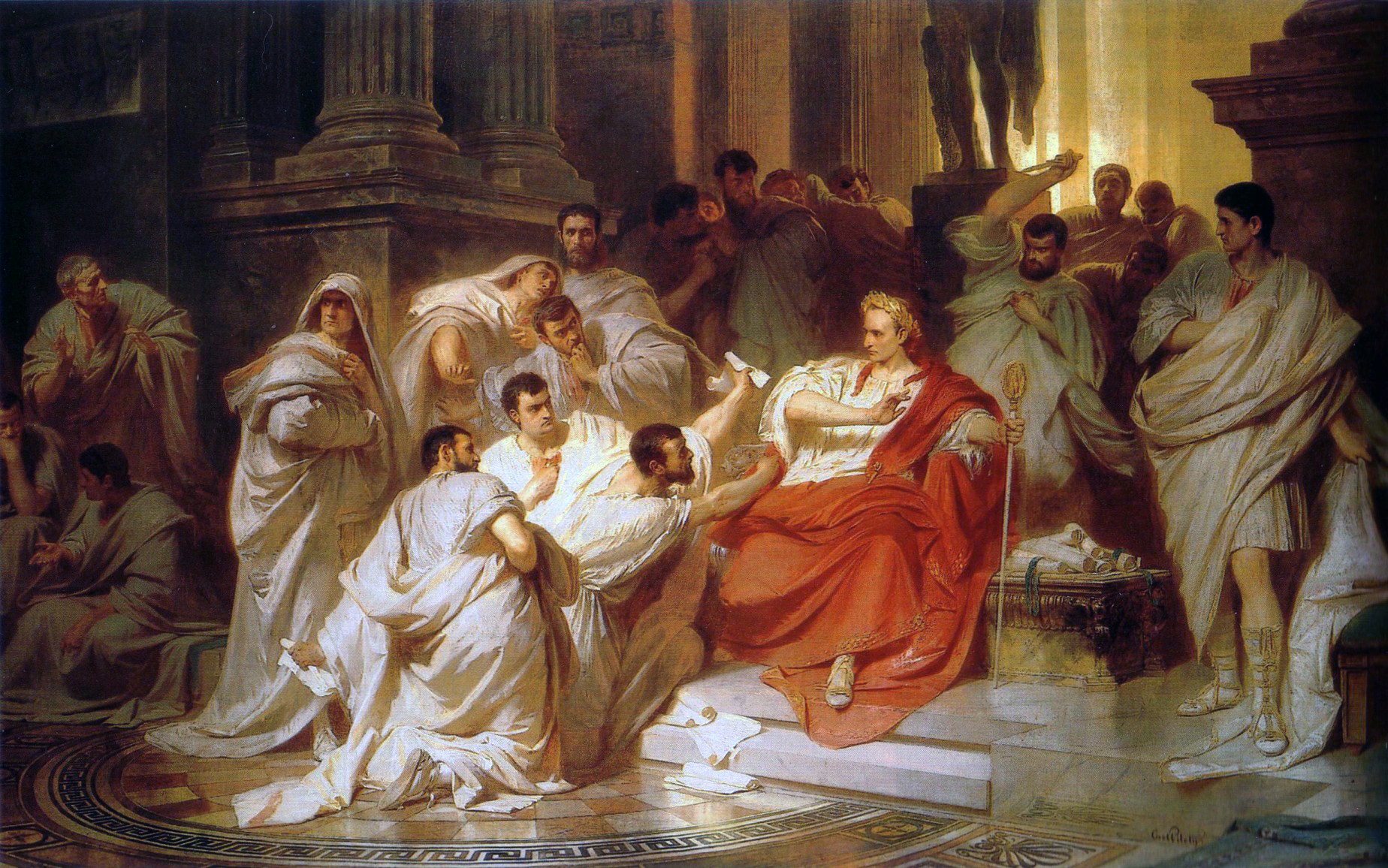
La Mort de César par Karl von Piloty
« Métellus lui découvrit le haut de l’épaule ; c’était le signal. Casca le frappa le premier de son épée » (Plutarque).

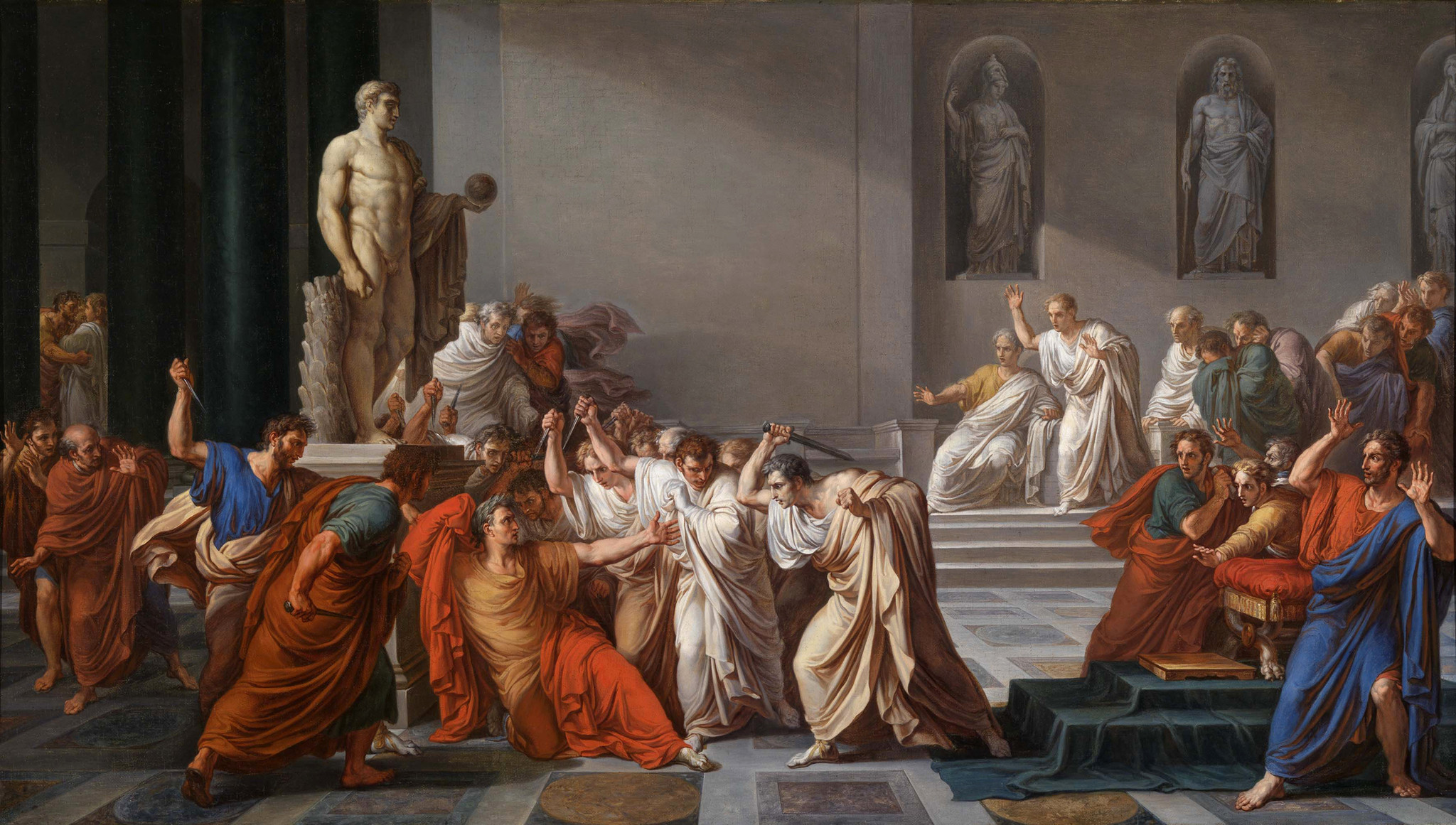
La Mort de César par Vincenzo Camuccini, 1798
« Il s’était défendu, dit-on, contre les autres, et traînait son corps de côté et d’autre en poussant de grands cris. Mais quand il vit Brutus venir sur lui l’épée nue à la main, il se couvrit la tête de sa robe » (Plutarque).

Selon Suétone, plusieurs signes annoncent la mort de César dans les jours précédant les ides de mars, mais il n'en tient pas compte. L'haruspice Spurinna, lors d'un sacrifice, lui demande de se méfier des ides. Le matin du 15, sa femme Calpurnia a rêvé de sa mort et lui demande de ne pas se rendre au Sénat. César hésite mais Decimus Brutus, venu le chercher chez lui, le persuade de venir. Peu avant d'entrer au Sénat, l'un de ses agents informateurs, Artémidore, lui tend une supplique donnant tous les noms des conspirateurs. César la prend sans la lire. Il apostrophe alors Spurinna :

« — Les ides de mars sont arrivées, déclare-t-il.

— Oui, mais elles ne sont pas encore passées, répond le devin. »

César et les sénateurs entrent dans la Curie de Pompée où le Sénat tient ses sessions depuis l'incendie de la Curie Hostilia en 52 av. J.-C.. On laisse à peine à César le temps de s'asseoir que Tillius Cimber, l'un des conjurés, lui demande de rappeler son frère, toujours en exil depuis son alliance avec les Pompéiens. Pendant ce temps, Trebonius a attiré Marc Antoine en dehors de la Curie et l'a persuadé de ne pas participer à la séance. César déclare à Cimber que ce n'est pas le temps de discuter de cela. Cimber est entouré des autres conjurés qui lui offrent leur soutien. Soudain, il saisit le pan de la tunique de César et lui découvre son épaule. « Mais c'est de la violence », s'écrie César. C'est le signe pour les conjurés de passer à l'action. Casca sort un poinçon et vise la gorge du dictateur le blessant de façon superficielle. César lui lance « Scélérat ! Que fais-tu ? » et le blesse au bras avec son poinçon. Il est alors entouré par 23 sénateurs qui le poignardent avec leurs poinçons l'un après l'autre. Il semble qu'en voyant Brutus il ait dit : « καὶ σὺ τέκνον / kaì sù téknon » (« Tu quoque mi fili ») c'est-à-dire « Toi aussi mon fils ! ». Il se couvre alors la tête de sa toge et s'effondre au pied de la statue de Pompée. Il a reçu 23 coups de poinçon. Aussitôt, les conjurés s'enfuient suivis des sénateurs innocents qui ont assisté à l'assassinat sans intervenir. Suétone rapporte que le médecin Antistius, qui l'a autopsié, juge que sur les 23 coups de poinçon, seul celui porté par le second conjuré à la poitrine était mortel. Ainsi, César est mort le 15 mars 44 av. J.-C. à 11 heures du matin dans la curie de Pompée. Suétone précise que les conjurés ont rapidement fui tandis que César reste assez longtemps sur le sol jusqu'à ce que, vers la fin de la journée, trois jeunes esclaves le ramènent chez lui dans une civière, un bras pendant au-dehors.

## Les suites de l'assassinat
Si les assassins visaient à restaurer la République, ils furent déçus puisque s'ensuivirent quinze ans de guerre civile, puis ce fut le règne sans partage d'Octave dit Auguste. Celui-ci avait été nommé héritier testamentaire de César et était devenu du même coup son fils adoptif.
Au début, les conjurés n'ont cependant rien à craindre d'autant plus qu'ils trouvent au Sénat un défenseur zélé en Cicéron. Avec l'accord d'Antoine, toujours consul, ils sont amnistiés. Decimus Brutus reçoit le gouvernement de la Gaule cisalpine, Brutus celui de la Macédoine et Cassius celui de la Syrie. En Orient, Brutus et Cassius s'allient et parviennent à lever vingt légions. Ils semblent en effet plus disposés à se défendre contre d'éventuels adversaires qu'à gouverner leurs provinces.
Ils n'ont pas tort de s'inquiéter. En 43 av. J.-C., Octavien se fait nommer consul et l'un de ses premiers gestes est de faire condamner par contumace les assassins de César. À la même époque, Antoine, Octavien et Lépide forment le second triumvirat et déclenchent des proscriptions à Rome. Antoine bat Decimus Brutus à Modène puis le fait égorger. En 42 av. J.-C., Antoine et Octavien affrontent Brutus et Cassius en Grèce. Ceux-ci se suicident après la bataille de Philippes. Suétone écrit à propos des conjurés : « Presque pas un de ses meurtriers ne lui (César) survécut plus de trois ans et ne mourut de mort naturelle. Condamnés tous, ils périrent tous, chacun d'une mort différente ; ceux-ci dans des naufrages, ceux-là dans les combats ; il y en eut même qui se percèrent du même glaive dont ils avaient frappé César ».

## Liste des conspirateurs d'après Appien
Appien nomme 21 des 23 assassins supposés de César. Sachant qu'Appien est un historien, Grec, ayant vécu au IIe siècle, donc 150 ans après les faits. Voici sa liste:
- Caius Cassius Longinus[20]
- Marcus Junius Brutus[21]
- Decimus Junius Brutus Albinus[22]
- Caius Trebonius[23],[24]
- Servius Sulpicius Galba[23]
- Quintus Ligarius[23]
- Lucius Minucius Basilus[23]
- Publius Servilius Casca Longus
- Caius Servilius Casca (frère du précédent)
- Lucius Tillius Cimber[23]
- Lucius Cassius Longinus (frère de Cassius)
- Caius Cassius Parmensis[25]
- Cæcilius[23]
- Bucolianus, frère du précédent[23]
- Rubrius Ruga[23]
- Marcus Spurius[23]
- Publius Sextius Naso[23]
- Lucius Pontius Aquila[23]
- Marcus Petronius[26]
- Decimus Turullius
- Pacuvius Antistius Labeo

## Dalle commémorative antique
En 2012, des chercheurs dirigés par Antonio Monterroso ont annoncé avoir découvert une dalle de ciment d'environ trois mètres de large sur deux mètres de haut, qui aurait été mise en place sur le lieu exact du crime sur ordre d'Octave Auguste,,.

## Interprétation et postérité dans la culture
L'assassinat de Jules César met fin à la République et est au fondement d'un nouveau régime politique : « Tous les empereurs successifs puisent leur autorité dans la vertu sacrificielle qui émane d'une divinité dont ils portent le nom, le premier César, assassiné par de nombreux meurtriers. Comme toute monarchie sacrée […], l'empire repose sur une victime collective divinisée ». Ce meurtre combine des éléments qui forgent une grande tragédie : amitié, loyauté, trahison, mensonge, noble idéal, personnage hors du commun. Shakespeare l'a mis en scène dans sa tragédie Jules César. Selon l'historien Barry Strauss, cet auteur déforme la réalité historique en présentant les assassins comme des amateurs et des civils, alors que c'étaient des soldats engagés dans la vie politique qui savaient comment exécuter avec une précision militaire un complot pour lequel ils avaient aussi recruté des gladiateurs. Il ignore également le rôle qu'y jouèrent des femmes, notamment Cléopâtre, alors son amante, et Fulvia, femme de Marc-Antoine.
L'anthropologue René Girard souligne cependant que Shakespeare a parfaitement compris la portée mythique de l'événement, car il « a centré son Jules César sur le meurtre du héros et défini très explicitement les vertus fondatrices et sacrificielles d'un événement qu'il associe et oppose à sa contrepartie républicaine, l'expulsion violente du dernier roi de Rome ». Cette compréhension profonde apparaît aussi dans l'interprétation que donne Décius du rêve sinistre qu'avait fait la femme de César la nuit précédant son assassinat :

« [César] C’est Calphurnia, ma femme ici présente, qui me retient chez moi : elle a rêvé cette nuit qu’elle voyait ma statue, ainsi qu’une fontaine, verser par cent jets du sang tout pur, et que nombre de Romains importants venaient en souriant y baigner leurs mains. Elle voit là des avertissements, des présages sinistres, des calamités imminentes, et c’est à genoux qu’elle m’a supplié de rester chez moi aujourd’hui. »

« [Décius] Ce rêve est mal interprété. C’est une vision propice et fortunée. Votre statue, laissant jaillir par maints conduits ce sang où tant de Romains se baignent en souriant, signifie qu’en vous la grande Rome puisera un sang régénérateur dont les hommes les plus illustres s’empresseront de recueillir la teinture, comme une relique, la tache comme un insigne. Voilà ce que veut dire le rêve de Calphurnia. »

En 1953, Joseph L. Mankiewicz l'a recréé dans un film avec John Gielgud, James Mason, Deborah Kerr et Marlon Brando dans le rôle de Marc Antoine.

### Sources antiques
- Suétone, Vie des douze Césars : César (BNF 16224873), 80-82.
- Appien, Histoire romaine (BNF 12187093), 110.
- Dion Cassius, Histoire romaine (BNF 12240536), XLIV, 8.
- Nicolas de Damas, Vie d'Auguste (BNF 14652170), 23-24 et Correspondance avec Cicéron.
- Plutarque, Vies : Alexandre – César (BNF 12351678), 60-65.

### Ouvrages récents
- Pierre Cosme, Auguste, Paris, Perrin, 2005, 346 p.
- [Drossart 1970] Paul Drossart, « Le psychodrame des Ides de Mars », Bulletin de l'Association Guillaume Budé : revue de culture générale, 4e série, vol. 17, no 3,‎ octobre 1970, p. 1re partie, art. no 4, p. 375-389 (ISSN 0004-5527, DOI 10.3406/bude.1970.3108, lire en ligne [fac-similé], consulté le 26 septembre 2017).
- [Étienne 1974] Robert Étienne (éd.), Les Ides de mars : l'assassinat de César ou de la dictature ?, Paris, Éditions Gallimard et Éditions Julliard, coll. « Archives » (no 51), 1973 (paru le 4 janvier 1974), 1re éd., 1 vol., 208-[8], 11 × 18 cm (ISBN 978-2-07-028901-1, OCLC 301743667, BNF 35167446, SUDOC 001799819, présentation en ligne).
- (en) René Girard, Je vois Satan tomber comme l'éclair, Paris, Grasset & Fasquelle, 1999, 323 p. (ISBN 978-2-246-26799-7, présentation en ligne).
- [Lachenaud 2004] Guy Lachenaud, « Les Ides de Mars : récits et idéologie », dans Promettre et écrire : essais sur l'historiographie des Anciens, Rennes, Presses universitaires de Rennes, coll. « Histoire », sept. 2004, 1re éd., 1 vol., 213, 15,5 × 24 cm (ISBN 2-86847-998-7, EAN 9782868479983, OCLC 419440861, BNF 39231435, DOI 10.4000/books.pur.16968, SUDOC 080604129, présentation en ligne, lire en ligne), chap. 3, p. 99-135, DOI 10.4000/books.pur.16975, lire en ligne.
- (en) Barry Strauss, The death of Caesar : the story of history's most famous assassination, New York, Simon & Schuster, 2015, 323 p. (ISBN 978-1-4516-6879-7, présentation en ligne).
  - La mort de César, Albin Michel, 2018, 334 p. Traduit de l'anglais par Clotilde Meyer.
- Gérard Walter, César, Paris, Albin Michel, 1947, 740 p.